# 김재성 (1969년)
김재성(金宰成, 1969년 5월 27일 ~ )은 전 KBO 리그 한화 이글스의 투수이다.

## 빙그레 이글스&한화 이글스시절
1992년에 입단하였다.

## 출신 학교
- 경남고등학교
- 경성대학교